# 燕山大学

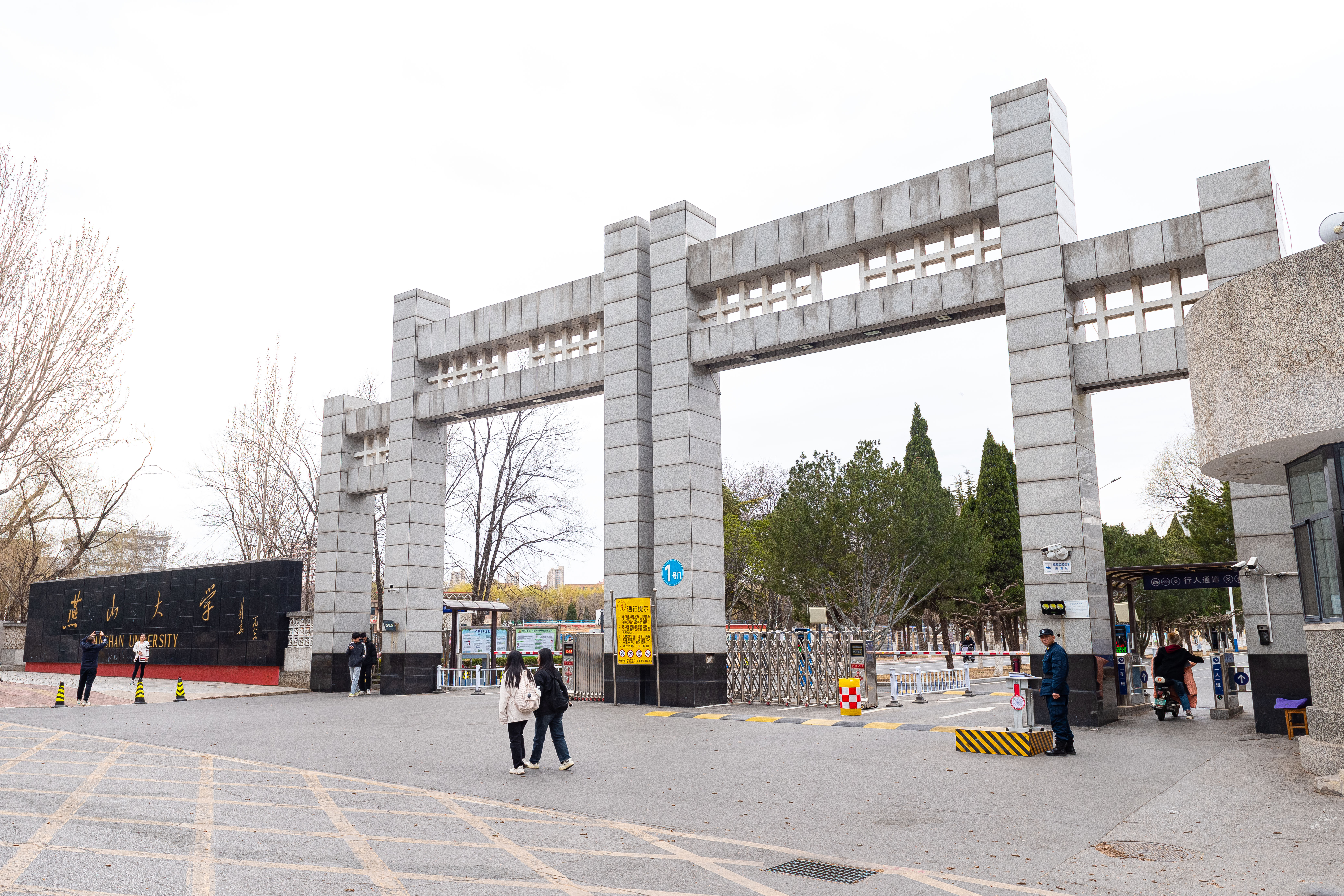
东校区1号门，位于河北大街西段

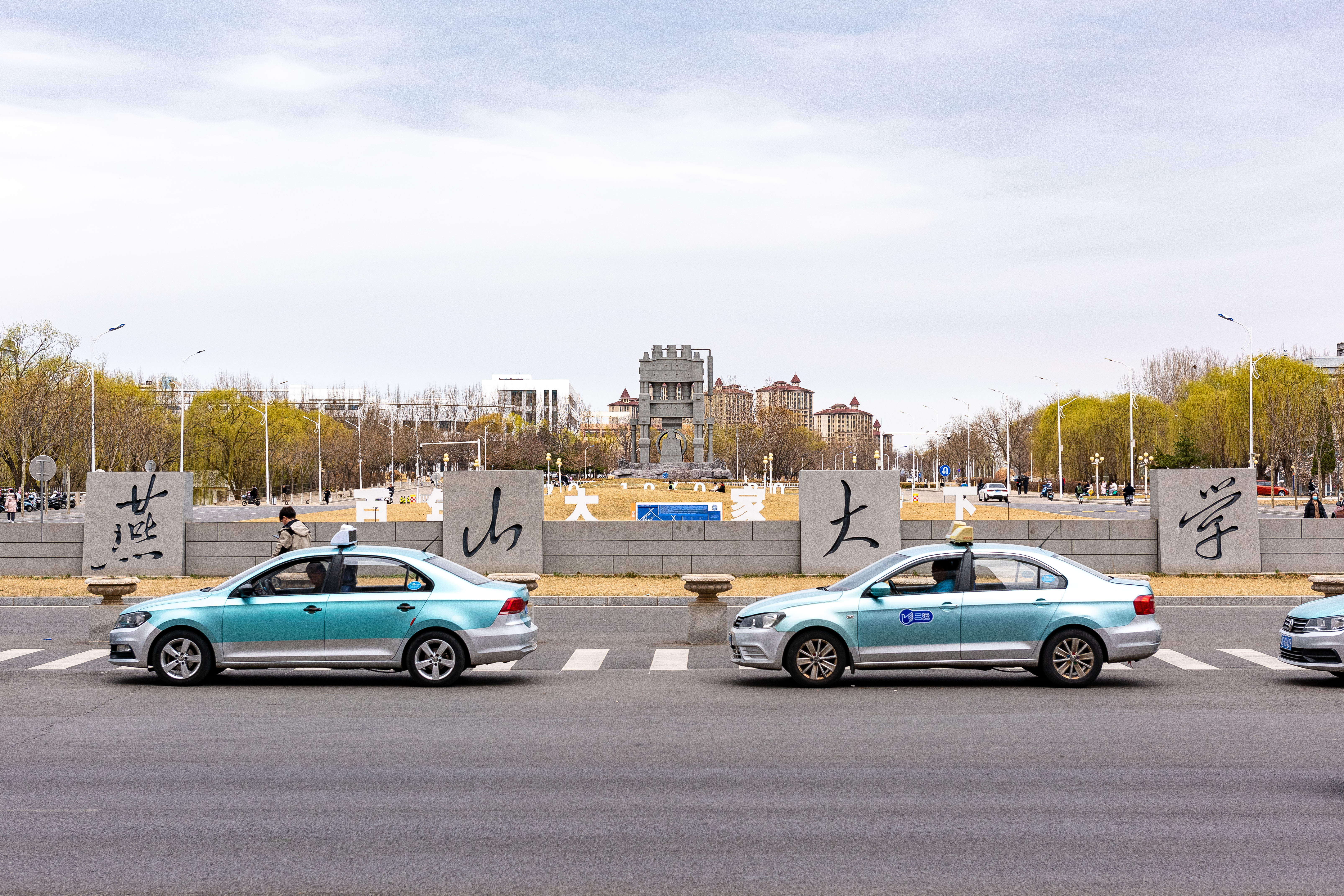
西校区7号门，位于山东堡路

燕山大学，简称燕大，是一所位于中国河北省秦皇岛市的大学，可以溯源至1920年建校的哈尔滨中俄工业学校（今哈尔滨工业大学）。1958年，哈尔滨工业大学重型机械系及相关专业成建制迁至工业重镇齐齐哈尔市富拉尔基区，组建了哈尔滨工业大学重型机械学院。1960年，开始独立办学，定名东北重型机械学院，成为原机械工业部直属高校。1978年，学校被国务院确定为88所全国重点高等院校之一。
1984年，河北省秦皇岛市被确定为沿海开放城市后，东北重型机械学院选址在此建设秦皇岛分校，逐渐形成南、北两校两地办学的格局。1997年9月，学校整体南迁至河北省秦皇岛市。1997年1月，经原国家教委批准，更名为燕山大学并沿用至今。1998年，机械工业部被撤销，学校转隶属于河北省。2000年，河北轻工业管理学校并入燕山大学。

## 历史沿革

### 校史溯源
燕山大学的历史最早可以溯源至1920年建立的哈尔滨中俄工业学校。该校经过多次更名，于1938年改为现名哈尔滨工业大学。随着第一个五年计划完成，机械工业部拟建设一所专门培养重型机械行业技术干部的高校，以适应重型机械建设需求。1958年初教育部指示在哈尔滨工业大学在齐齐哈尔市富拉尔基区筹建。1958年8月26日，教育部和第一机械工业部联合批复统一设立哈工大富拉尔基重型机械学院，由哈工大和富拉尔基重型机械厂双重领导，哈工大为主。并于1958年9月正式开学。当时设立了轧钢及其及工艺、锻压及其及工艺、冶金机械设备及工艺、机器制造工艺及设备、钢铁冶金、金属学及热处理、除燥工艺及设备、焊接工艺及设备、冶金过程自动化和工业热工学共10个专业。1959年3月2日，学校于重型机器厂电影院举行了成立典礼。当时的校址在黑龙江齐齐哈尔市富拉尔基区和平大街243号。1959年7月1日，校名经一机部教育局批准变更为“哈尔滨工业大学重型机械学院”。

### 东北重型机械学院时期（1960年-1984年）
1960年独立办学，定名为东北重型机械学院，招生专业只有四个：轧钢、锻压、金属学及热处理、机器制造工艺及设备。1961年沈阳重型机械学院和兰州石油化工机械学院撤销时，部分专业师生并入。同年，开始招收研究生。1962年哈尔滨工业大学水轮机专业并入；1965年，水力机械、石油机械、化工机械三专业划出，调入甘肃工业大学。1978年被确定为全国重点高等院校，开始面向全国统招研究生。

### 两地办学时期（1984年-1997年）
由于齐齐哈尔市富拉尔基区地域偏远且自然情况恶劣，极大地影响了学校的招生工作和师生的正常学习生活，教师的流失和生源的匮乏成为当时摆在学校面前最棘手的问题。
1984年，东重成立了旨在为学校再次迁址做准备的“沿海调查团”。恰逢中国宣布首批14个沿海开放城市，东重工沿海调查团决定以此为契机进行选址考察。调查团首站选择了秦皇岛作为考察对象，受到了来自秦皇岛市政府接待，时任秦皇岛市代市长顾二熊为了促成东重选址秦皇岛，提供了特别优惠的条件。1984年夏天，东重与秦皇岛市政府签订了创办东重秦皇岛分校的协议，并向主管部门机械工业部提交了书面申请。
1984年8月13日，机械工业部批复了“东北重型机械学院拟在秦皇岛市建立分校的申请”，同意东重在秦皇岛建立分校。1985年秋，东北重型机械学院在富拉尔基和秦皇岛两地办学，研究生全部转移到秦皇岛分校培养。
1995年9月，东重在富拉尔基的本校和南校合并获批复。

### 燕山大学时期（1997年至今）
1997年1月经原国家教委批准，更名为燕山大学。1997年9月，学校整体南迁至河北省秦皇岛市，原校址目前由齐齐哈尔理工职业学院使用。1998年，机械工业部撤销，划到河北省管理，实行中央与地方共建，以河北省管理为主。2006年，国防科工委和河北省共建燕山大学。2009年，工信部、国家国防科工局和河北省共建燕山大学。2013年加入北京高科大学联盟。2014年，工信部、教育部和河北省共建燕山大学。2016年，作为教育部选定的两所高校之一，燕山大学的工程专业国家认证接受了《华盛顿协议》国际专家的观摩考察，支撑中国正式加入《华盛顿协议》国际工程教育组织。2020年，河北省省委省政府开始支持学校 “双一流”建设。

## 学科概况

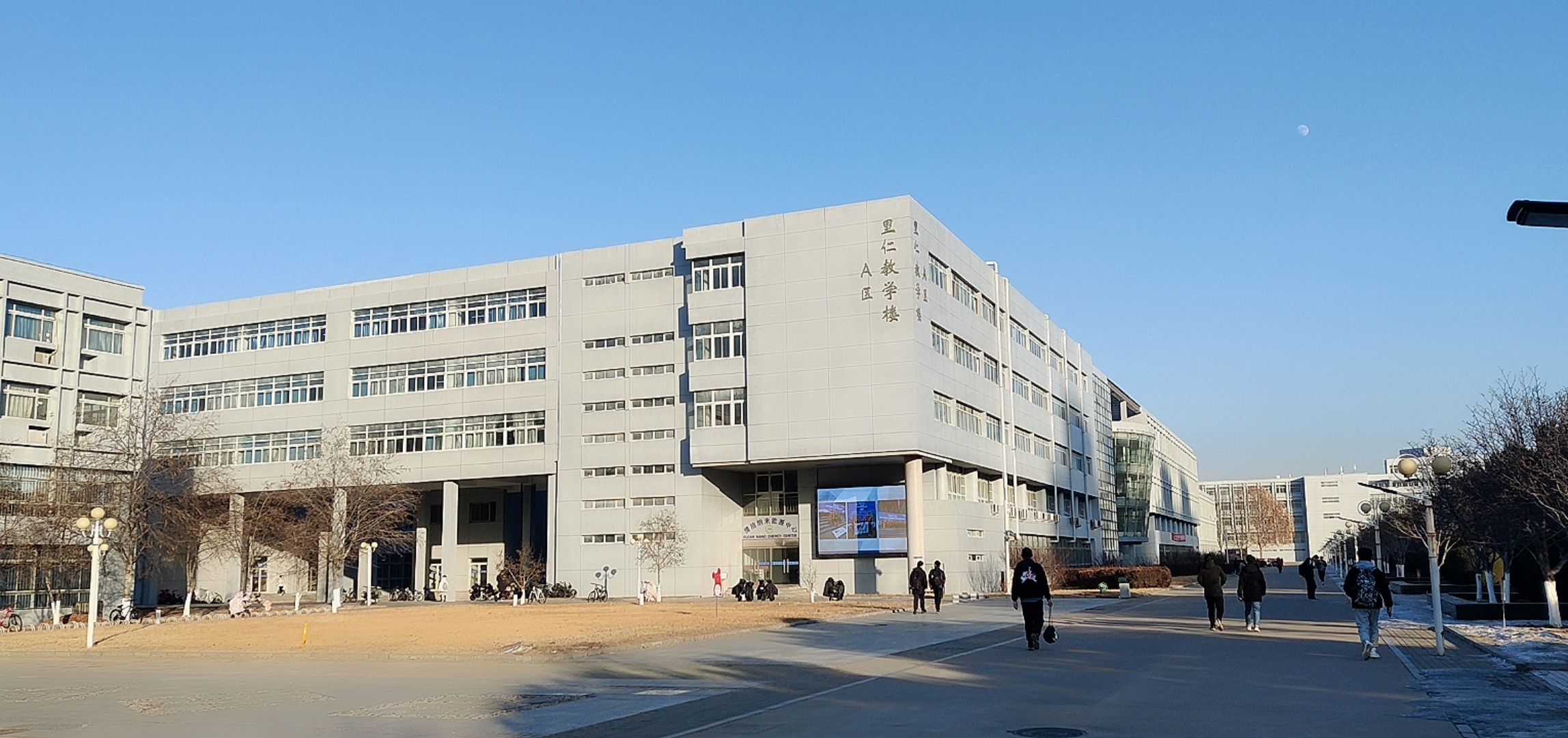
燕山大学里仁学院

燕山大学占地面积4000亩，建筑面积106万平方米。现有普通高等教育在校生38000人。现有教职工3200人，包含专职教师2200人，其中，教授509人，副教授678人。教师中含博士生导师376人。有中国科学院院士3人，国务院学科评议组成员1人，国家“万人计划”入选者5人，长江学者奖励计划特聘教授12人，国家杰出青年科学基金获得者16人。
燕山大学设有11个博士后流动站，14个博士学位一级学科，2个专业博士学位类别，30个硕士学位一级学科，18个专业硕士学位类别，67个本科专业，已形成以工学为主，文学、理学、经济学、管理学、法学、艺术学、教育学等8个学科门类共同发展的学科格局；拥有5个国家重点学科、5个国防特色学科和16个省级重点学科，工程学、材料科学、化学、计算机科学4个学科进入ESI排名全球前1%。在全国第四轮学科评估中，8个学科获得B类以上评估结果，其中机械工程为A类，全国排名前10%，材料科学与工程为A类，全国排名前20%。

## 院系设置
燕山大学现设有研究生院和20个学院

### 学科院系
| - 机械工程学院 - 冶金机械系 - 机械设计系 - 机械电子工程系 - 机电控制工程系 - 塑性成形工程系 - 机械制造及其自动化系 - 电气工程学院 - 自动化系 - 仪器科学与工程系 - 电气工程系 - 建筑工程与力学学院 - 土木工程系 - 工程力学系 - 建筑环境与设备工程系 - 建筑系 - 车辆与能源学院 - 车辆与交通工程系 - 石油工程系 - 能源与动力工程系 - 经济管理学院 - 工商管理系 - 经济系 - 会计系 - 旅游系 - 工业工程系 - 公共事业管理系 - 电子商务系 | - 马克思主义学院 - 马克思主义基本原理与思想道德修养系 - 中国化的马克思主义系 - 体育学院 - 继续教育学院 - 材料科学与工程学院 - 金属系 - 无机系 - 材料物理系 - 高分子系 - 信息科学与工程学院 - 光电子工程系 - 教育技术学系 - 电子与通信工程系 - 计算机科学与工程系 - 软件学院 - 环境与化学工程学院 - 化学工程与工艺系 - 应用化学系 - 环境科学与工程系 - 过程装备与控制工程系 - 生物技术与工程系 - 理学院 - 电子信息科学与技术系 - 应用数学系 - 统计学系 - 信息与计算科学系 - 应用物理系 | - 外国语学院 - 英语系 - 日语系 - 俄语系 - 德语系 - 法语系 - 公共管理学院 - 文法学院 - 法学系 - 政治学系 - 文学与新闻传播系 - 国际关系学系 - 公共经济系 - 行政管理系 - 哲学系 - 艺术与设计学院 - 工业设计系 - 环境设计系 - 公共艺术系 - 视觉传达系 - 音乐表演系 - 雕塑系 - 基础部 - 国际教育学院（欧洲学院） - 西里西亚智能科学与工程学院 - 里仁学院 - 机械工程系 - 电气工程系 - 信息工程系 - 经济管理系 - 文法外语系 - 建筑与环境化学工程系 - 国防科学技术学院 |

### 研究机构
- 国家冷轧板带装备及工艺工程技术研究中心
- 先进制造成形技术及装备国家地方联合工程研究中心
- 亚稳材料制备技术与科学国家重点实验室
- 极端条件下机械机构和材料科学国防重点实验室
- 工程训练中心
- 国家自然科学基金基础科学中心 ，即“材料高压调控”基础科学中心

## 重点实验室
燕山大学建有亚稳材料制备技术与科学国家重点实验室、冷轧板带装备及工艺国家工程技术研究中心、先进制造成形技术及装备国家地方联合工程研究中心、极端条件下机械结构和材料科学国防重点学科实验室、国家创新人才培养示范基地、国际科技合作基地、智能控制系统与智能装备教育部工程研究中心、省部共建协同创新中心、国家技术转移示范机构、3个河北省协同创新中心以及43个省部级重点实验室、工程技术研究中心和社会科学研究基地；设有国家大学科技园和燕山大学出版社。 由燕山大学田永君院士牵头申报的国家自然科学基金基础科学中心项目“材料高压调控”正式获批立项。燕山大学成功入选国家级创新创业学院建设单位。

## 学校成就
燕山大学在重型机械成套设备、亚稳材料科学与技术、并联机器人理论与技术、流体传动与电液伺服控制技术、工业自动化控制理论与技术、精密塑性成型技术、大型锻件锻造工艺与热处理技术、极端条件下机械结构与材料科学等研究领域具有国际先进水平。2000年以来，连续获得国家科技奖励19项，其中国家科技进步一等奖2项、二等奖9项、国家技术发明二等奖4项、国家自然科学二等奖4项，承担“973”、“863”、国家重点研发计划、国家自然科学基金和国家社会科学基金项目970项。2013年和2014年，连续有2项科研成果入选“中国科学十大进展”和“中国高校十大科技进展”。

## 对外联系
燕山大学积极开展国际间的学术交流合作，先后与英国、美国、加拿大、德国、俄罗斯、乌克兰、爱尔兰、韩国及日本等国家的多所大学和研究机构建立了友好合作关系，双方互派访问学者，进行联合研究。

## 校友
- 张春贤，现任第十三届全国人大副委员长，曾任交通部部长、中共湖南省委书记、新疆党委书记、中共中央政治局委员。
- 丁薛祥，现任国务院第一副总理，第20届中共中央政治局委员，政治局常委。
- 黄荣，现任全国工商联副主席。
- 李书福，现任吉利汽车董事长。
- 谢东钢，现任中国重型机械研究院有限公司董事长。
- 周铁农，曾任全国政协副主席。
- 田永君，中科院院士。
- 段广仁，中科院院士。
- 刘日平，中国工程院院士。
- 张福成， 中国工程院院士。